# Ngữ hệ Khoe–Kwadi
Ngữ hệ Khoe–Kwadi là ngữ hệ bao gồm các ngôn ngữ Khoe ở miền nam châu Phi và tiếng Kwadi hầu như biến mất của Angola. Mối quan hệ đã được Tom Güldemann, Edward Elderkin và Anne-Maria Fehn giải quyết thỏa đáng.
Họ hàng gần nhất của Khoe-Kwadi có thể là ngôn ngữ tách biệt tiếng Sandawe; hệ thống đại từ Sandawe rất giống với hệ thống của Kwadi-Khoe, nhưng không có đủ các mối tương quan giải quyết đối ứng âm vị. Tuy nhiên, mối quan hệ này có một số giá trị dự đoán, ví dụ: sự hạn định nguyên âm hàng sau, tồn tại trong nhóm ngôn ngữ Khoe nhưng không có trong tiếng Sandawe, được tính đến.